# 瓦利德·雷格拉吉
瓦利德·雷格拉吉（阿拉伯语：‎，羅馬化：Walīd ar-Ragrāgī，1975年9月23日—）是摩洛哥職業足球教練，生於法國，球員時期曾擔任右後衛。目前擔任摩洛哥國家足球隊的總教練。他帶領球隊在2022年世界杯上獲得第四名，幫助摩洛哥成為第一個進入四強的非洲和阿拉伯國家。

## 早期經歷
瓦利德·雷格拉吉出生於法國科爾貝伊-埃松，球員時期主要在法國與西班牙的球會度過。擁有法國與摩洛哥雙重國籍的他選擇為摩洛哥效力。他代表摩洛哥國家隊出場45次，打進了2004年非洲杯決賽，並參加了2006年非洲杯。2011年，36歲的他結束了自己的足球員生涯，並轉任教練。

## 執教國家隊
2022年8月31日，在前任主教練瓦希德·哈利霍季奇被解職後，雷格拉吉被任命為摩洛哥國家足球隊的新主教練，當時距離2022年世界盃足球賽決賽周僅剩不到3個月。起初評論家對雷格拉吉的任命感到不滿，並嘲笑地給他起了個綽號“鱷梨頭”（因其光頭造型）。2022年9月21日，雷格拉吉執教了他的第一場友誼賽，比賽以1-0戰勝馬達加斯加隊告終。
2022年世界盃足球賽決賽周，摩洛哥被編入F組，與上屆世界盃亞軍克羅地亞、季軍比利時和中北美洲暨加勒比海外圍賽冠軍加拿大同組，摩洛哥本不被看好，但摩洛哥取得兩勝一和的佳績，其中更爆冷擊敗上屆季軍比利時以及守和上屆亞軍克羅地亞，繼1986年世界盃後再次以小組首名晉級。摩洛哥晉級後在十六強賽與西班牙連加時賽和0-0，最後在互射十二碼以3-0擊敗西班牙，成為第四支晉級八強的非洲球隊及第一支在互射十二碼比賽中獲勝的非洲球隊；隨後在八強賽以1-0擊敗葡萄牙，不僅刷新國家隊在世界盃的最佳成績，更成為世界盃足球賽歷史上第一支晉級四強的非洲以及阿拉伯球隊，以及成為世界盃第三支進入四強的非歐洲或南美洲球隊；而雷格拉吉也成為史上第一位同時殺進八強及四強的非洲籍教練。摩洛哥在準決賽以0-2不敵法國，未能晉級決賽，季軍戰再戰小組賽對手克羅地亞，雖然1-2輸球，獲得殿軍，但是創下隊史在世界盃最佳成績。憑藉在2022年FIFA世界杯上的驚人表現，雷格拉吉獲得了2022年FIFA世界年度最佳教練獎的提名。

## 特點
儘管雷格拉吉的執教經歷並不顯赫，但他擁有出色的溝通能力與球員管理能力。世界杯賽前，他成功說服退出國家隊的主將哈基姆·齊耶赫和阿什拉夫·哈基米歸隊，並在短時間內把宛如一盤散沙的隊伍在超短時間內凝聚、重建起來，被認為是摩洛哥能打出佳績的原因之一。

## 外部連結
- 瓦利德·雷格拉吉在 National-Football-Teams.com 上的出场纪录